# Капоейра
Капоейрата e бразилско бойно изкуство. Първоначално практикувана от черните роби в Бразилия, днес капоейра е разпространена по цял свят. В африканските култури танц и борба трудно могат да бъдат разделени едни от други. От там и многото танцови и акробатични елементи в капоейрата. 

## История
Легендата разказва, че на робите в Бразилия е било забранено да се бият по между си, за да не се контузват (Господарите си пазели „стоката“). За да разрешават конфликтите си по физически начин, боят бил превърнат във формата на танц. Думата „capoeira“ означава „висока трева“.
Подобно на капоейра в области с африкански роби възникват други форми на бойни танци. Например в Куба е разпространен танцът Мани.
Първоначалните форми на капоейра може да се разглеждат като разновидност на улични боеве. Капоейристите се събирали в банди в крайбрежните градове на Бразилия: Рио де Жанейро, Ресифе, Салвадор де Баия. Предполага се, че днешната капоейра е доста по-различна, от това, което се е практикувало в големите бразилски градове в началото на 20 век.
В периода 1889 – 1937 тренирането на капоейра в Бразилия е било забранено и се е наказвало със затвор от 6 месеца до 2 години. Не толкова поради естеството на капоейра, а поради опасения, че капоейристите могат да пречат на сигурността. Голяма част от тях били престъпници и рекетьори. Поради това капоейра се смятала за атрибут на уличния бияч.
През 1937 диктаторът Хетулио Варгас премахва забраната с надеждата да превърне капоейра в национален спорт. Тази идея му хрумва, след демонстрация от местре Бимба, който модифицира уличната капоейра във формата на Luta Regional Baiana. В този стил той интегрира елементи на батуке и на азиатски бойни изкуства, за да увеличи ефективността. Преди да се въведе система за изучаване, капоейра се изучавала предимно с подражаване. Изхождайки от новата система, капоейра се разделя на две основни течения: капоейра режионал и капоейра ангола. Ангола, популяризирана от местре Пащиня, твърди, че е по-близка до африканските корени на капоейра.
Голяма част от школите по капоейра практикуват капоейра контемпоранеа, което е смесен вариант между ангола и режионал.

## Рода
По традиция играта се води в кръг (порт. roda). В „началото“ на кръга стоят музикалните изпълнители. Главните инструменти са биримбау (порт. berimbau), останалите инструменти са пандейро (порт. pandeiro) и атабаки (порт. atabaque), агого (agogo).

## Правила
Няма писмени правила. Следва се африканската традиция, където знанията се предават от уста на уста. Всяка група следва свои правила, като за различните видове игри може да има различни правила. Това, което следва са само примери за правила.

### Утвърдени правила
- 1. Винаги играят двама души в кръга
  - 1.1 Следват се правила за влизане и напускане
  - 1.2 Подава се ръка преди и след 'боя'
  - 1.3 Движението на играчите е винаги насочено към центъра на кръга.
- 2. Опитва се да се събори опонента на земята
  - 2.1. Само стъпалата, дланите и главата може да докосват земята.
  - 2.2. Никога не се опитва да се наранява противника
    - 2.2.1. Юмручни удари са забранени
    - 2.2.2. Избутване и бутане не са позволени, освен ако не са част от събарянето на земята

  - 2.3 Психични, емоционални или атаки на престижа са позволени
- 3. Постоянна готовност да се защитиш от атака
  - 3.1 Независимо от положението на тялото, контактът с очи е задължителен (през краката, през рамо и пр.)
  - 3.2 Ръцете се държат пред лицето за защита
- 4. Няма бой в кръг без музика
- 4.1 Музиката почва преди боя
- 4.2 Свърши ли музиката, свършва и боя
- 4.3 Удряне по кратунката на биримбао-то, означава смяна на играчите.

### Прагматични правила
- 5. Никога не се блокират ударите
  - 5.1. Избягват се и се започва контра удар
- 6. Винаги играещите се движат (джинга)
  - 6.1. По време на играта се опитва да се увеличи свободното пространство и да се ограничи на опонента
  - 6.2 Никога не се спира да се играе
- 7. Използват се залъгващи движения
  - 7.1. Винаги готовност за промяна на нападателни движения с други
  - 7.2. Винаги усмихнати

## Музика
Освен бойният аспект, музикалният също е много важен. Учат се умения като ритъм, пеене, свирене. За пеенето на песните е важно да се разбира поне малко португалски.

## Заключение
Капоейра, като всяко бойно изкуство, има своята философия. Учи капоейристите на взаимоуважение и положителна нагласа към живота (винаги усмихнат). Освен това човек има възможност да опознае възможностите на тялото си и да преоткрива артистичността си.